# Les Rats
Les Rats (с фр. — «Крысы») — французская панк-рок-группа, происходящая из коммуны Монтро-Фот-Йон в восточной части Парижа и основанная в 1982 году. На протяжении своего существования Les Rats оставалась своеобразным «флагманом» панк-рока на территории Франции. В первоначальный состав группы входили гитарист Серж Джосс Гомес, вокалист Жан-Жерар Патрис Гомес, барабанщик Жан-Мишель и бассист Лоран Сименс, впрочем, в будущем состав группы неоднократно менялся. С 2017 года на официальном YouTube-канале выпускались записи различных концертов и музыкальных клипов.

## История

### Зарождение рок-группы
Встреча первых членов Les Rats произошла ещё в школе, где их всех объединяла одна юношеская мечта — стать знаменитыми. Записи музыкальных треков происходили в закрытых подвалах, где юноши учились играть совместно друг с другом и на нескольких инструментах. Первые композиции в основном являлись каверами на треки других зарубежных групп, таких как The Ruts (к слову, на этом названии и основывалось «Les Rats» — рокерам понадобилось звучное и краткое имя для своего коллектива, одновременно с этим оно происходило от одного из школьных рисунков вокалиста Патриса, а также в сравнение шёл их «крысиный аппетит» и «паразитизм» на непредназначенных для музыкальных выступлений площадках) и The Damned. Группа давала первые импровизированные концерты начиная с 1984 года совместно с лейблом Gougnaf Movement в местечке Лонь-Эмерейнвилль (коммуна в восточном пригороде Парижа). Несмотря на ещё неопытный состав, их энергичность на выступлениях вызывала очень положительные эмоции у слушателей.

### Первый альбом
В 1985 на лейбле Gougnaf Movement Les Rats публикуют свой первый сингл Violence, а позже становятся популярны благодаря композиции Bébé Je T’adore, что будет занесена в лейбл Les Héros du Peuple sont Immortels. В 1986 идёт запись альбома под руководством Кристофа Суриса, одного из основателей Les Thugs, который будет выпущен в 1987 году под названием Tequila. После этого коллектив расширяется до 5 человек — в группу записывается новый гитарист Лоран «Роло» Сименс, после чего Патрис бросает игру на гитаре и лишь занимается вокалом, а на смену другому Лорану, бассисту, приходит Мохамед Хатиф.

### Дальнейшая карьера
В 1988 году между мартом и апрелем выходит новый так называемый «мини-альбом» C’est bien parti pour ne pas s’arranger, куда вошёл рок-кавер на песню французского исполнителя Жака Дютрона Paris S’eveille, а в следующем году публикуется следующий альбом — Zarma & Craoued, после регистрации которого сотрудничество между «Крысами» и Gougnaf Movement заканчивается. Les Rats становятся очень популярны среди слушателей и часто делают совместные концерты с другими рок-группами — OTH, Parabellum и Les $heriff. Песни из альбома Zarma в большинстве случаев описывали с сарказмом мрачную повседневную жизнь участников группы. Французским режиссёром Паскалем Лежитимюсом был снят видеоклип на трек Je m’emmerde. Стоит отметить, что тексты для некоторых песен этих рок-групп сочинялись французским писателем и панк-рок-критиком Фабрисом «Жен-Вер» Лапершем. В 1989 году для сборника La Chair Humaine Ne Vaut Pas Cher, составленного лейблом Go Get Organized, Les Rats написали композицию L'armée. В 1990 Les Rats сочинили композицию C’est Des Moutons для сборника France Profonde Vol.3. Она стала самой популярной среди других песен, вошедших в этот сборник.

## Дискография

### Альбомы
- 1987 — Tequila
- 1988 — C’est bien parti pour ne pas s’arranger
- 1989 — Zarma & Craoued
- 1992 — Racolage
- 1994 — Bienvenue au Club
- 1995 — De Prisa

### Синглы
- 1985 — Violence
- 1987 — Tequila
- 1988 — L'œil qu’il te manque
- 1988 — Le borgne
- 1989 — Enfant à Problèmes
- 1991 — Je m’emmerde
- 1992 — Le Clochard